# Torsten Jungstedt

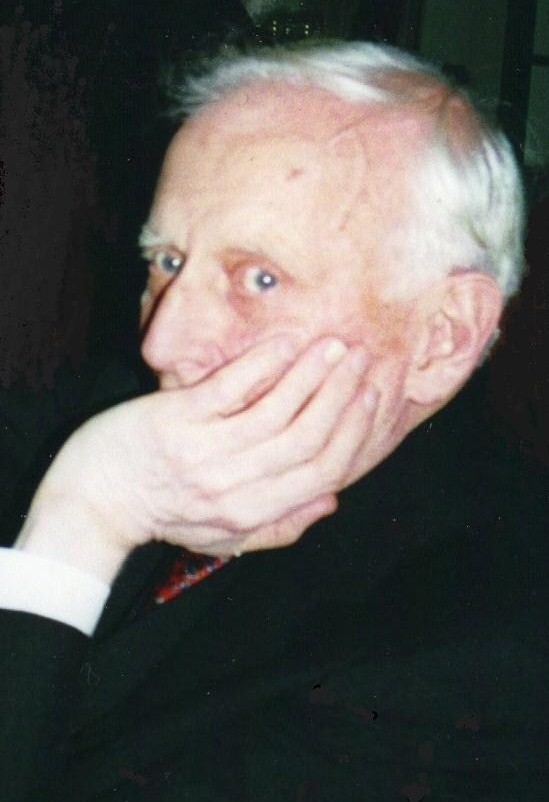
Torsten Jungstedt 2001.

Karl Torsten August Jungstedt, född 18 mars 1918 i Oskarshamn, död 2 december 2006 i Stockholm, var en svensk filmkritiker, journalist, författare, samt radio- och TV-medarbetare.

## Biografi
Jungstedt arbetade på BBC 1946–1952, och därefter som frilansande journalist och redaktör på Sveriges Radio, där han bland annat gjorde programmet Biodags och skräckserien Mannen i svart, som han översatte från en engelsk förlaga. Han lyckades få intervjua kulturpersonligheter som Buster Keaton, Federico Fellini, Harold Lloyd, Bessie Love, Giulietta Masina, Erle Stanley Gardner och Barbara Cartland. För Sveriges Television gjorde han den populära stumfilmsserien Då går vi till Maxim 1964. Åren 1966–1971 var Jungstedt chef för Svenska Filminstitutets dokumentationsavdelning. 
Han har skrivit flera böcker och otaliga artiklar om film, bland annat som medarbetare i Röster i radio-TV och Myggans nöjeslexikon. På 1980-talet medverkade han i Filmkrönikan i SVT. På 1990-talet dök han bland annat upp som "medhjälpare" till kocken Erik Lallerstedt i några av dennes matprogram på TV3.
Torsten Jungstedt hade ett stort intresse för deckare, och var en mångårig ledamot av Svenska Deckarakademin. Han stödde även Svenska Deckarbiblioteket i Eskilstuna genom att till detta donera sin stora samling av kriminallitteratur.
Jungstedt sålde på äldre dagar sitt stora privata arkiv med pressklipp och annat material rörande film- och underhållningshistoria till litteraturvetenskapliga institutionen vid Lunds universitet. Denna samling finns numera på det centrala universitetsarkivet vid Arkivcentrum Syd. Han är gravsatt i minneslunden på Galärvarvskyrkogården i Stockholm.